# Seversky SEV-3

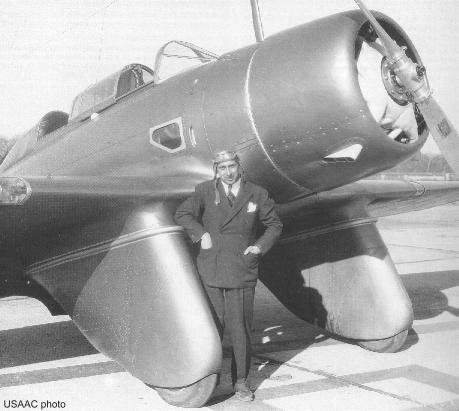
Alexander de Seversky vor der SEV-3XAR in der Landflugzeugkonfiguration

Die Seversky SEV-3 „Sportsman“ war ein Wasserflugzeug des US-amerikanischen Herstellers Seversky Aircraft Corporation vom Anfang der 1930er Jahre. Durch zusätzliche ausfahrbare Räder waren auch Landungen auf Land möglich, so dass die SEV-3 ebenfalls als Amphibienflugzeug eingestuft werden kann. Daneben existierte auch eine Ausführung mit Radfahrwerk.

## Geschichte
Die SEV-3 wurde von Alexander Kartweli konstruiert und war das erste gebaute Flugzeug der 1931 gegründeten Seversky Aircraft Corporation. Die Ziffer 3 stand hierbei für die dreisitzige Auslegung. Gebaut wurde die Maschine, mangels eigener Produktionsstätten, im Werk College Point der Edo Schwimmerfabrik, das in einem New Yorker Vorort lag. Später bezog Seversky eigene Produktionsstätten und ein Flugfeld in Farmingdale, Long Island.
Die im April 1933 zum ersten Mal geflogene SEV-3 (Luftfahrzeugkennzeichen NX2106) kann als innovativer Entwurf angesehen werden, da hier zum ersten Mal in den USA ein freitragender Ganzmetallflügel zusammen mit einem Ganzmetallrumpf in Halbschalenbauweise und einer widerstandsarmen NACA-Haube verwendet wurde. Ungewöhnlich waren auch die einfach gestuften Schwimmer, die hydraulisch in Schächte einziehbare Räder im vorderen Teil besaßen. Die Schwimmer konnten durch zusätzliche mit dem Rumpf verbundene V-Streben im hinteren Teil für den Landeinsatz nach hinten geschwenkt werden, so dass das Spornrad als drittes Rad des Fahrwerks dienen konnte. Die ausgefahrenen Haupträder waren über in die Schwimmerstrebenverkleidung integrierte Streben direkt an der Tragfläche angeschlagen, so dass die Kräfte bei der Landung unmittelbar von der Tragfläche aufgenommen werden konnten und nicht über die Schwimmerstreben eingeleitet werden mussten. Die Schwimmer sollten auch Landungen auf Eis, Schnee oder Sanduntergrund erlauben.
Einige Monate nach dem Rekordflug vom 9. Oktober 1933, als mit 289,2 km/h ein Geschwindigkeitsrekord für Amphibienflugzeuge aufgestellt werden konnte, tauschte Seversky die Schwimmer gegen ein Hosenbein-Landfahrwerk. In dieser Form erreichte die SEV-3 eine Höchstgeschwindigkeit von 338 km/h und eine Reisegeschwindigkeit von 297,7 km/h. Diese Leistungen veranlassten die US Army das Flugzeug zu modifizieren und es einer Erprobung auf dem Wright Field zu unterziehen, um seine Eignung als militärisches Schulflugzeug zu untersuchen. Die jetzt als SEV-3XAR (XAR für Experimental Army) bezeichnete Maschine besaß einen 350 PS leistenden Wright-R-975-Sternmotor. Die Motorträger verlängerte man, so dass das nun weiter vorne angeordnete Triebwerk für eine verbesserte Schwerpunktlage sorgte. Ebenfalls verändert wurde die Windschutzscheibe zusammen mit einer insgesamt angehobenen Cockpithaube. Die US Army bestellte 30 Schulflugzeuge dieser Ausführung unter der Bezeichnung BT-8.
Der Prototyp wurde anschließend wieder in die Amphibiumausführung zurückgebaut und erhielt als SEV-3M ein 715-PS-Wright-R-1820-F3-Cyclone-Triebwerk. Das Thompson-Trophy-Race von 1935 beendete diese Maschine auf dem fünften Platz mit einer Durchschnittsgeschwindigkeit von 311 km/h. Bei einem späteren Rekordflug wurden sogar 370,7 km/h erreicht.
In der Zwischenzeit war ein zweiter, mit einem Wright R-1820 ausgerüsteter Prototyp als zweisitziges Landflugzeug SEV-2XP (XP für Experimental Pursuit) fertiggestellt worden. Das mit Hosenbeinen verkleidete Fahrwerk behielt man bei; die Cockpitabdeckung wurde verlängert und besaß nun zwei Schiebehaubenabschnitte vorne und hinten. Die SEV-2XP erhielt darüber hinaus eine Bewaffnung in Form von zwei fest eingebauten, nach vorne feuernden 0.30-in-MGs und ein schwenkbares MG im hinteren Cockpitbereich.
Als die SEV-2XP 1935 ihre Flugerprobung begann, suchte die US Army einen Nachfolger für die veralteten Boeing-P-26-Jagdflugzeuge und Seversky beschloss seine Maschine auf dem Wright Field gegen einsitzige Jagdflugzeuge antreten zu lassen. Auf dem Flug dorthin erlitt das Flugzeug am 18. Juni 1935 derartige Unfallschäden, dass es zur Reparatur in das Seversky-Werk nach Farmingdale zurückgebracht werden musste. Dort wurde es dann jedoch in die einsitzige SEV-1XP umgebaut und erhielt einen Wright R-1820-G5 Cyclone mit 850 PS als Triebwerk. Neben einem verbesserten Cockpit wurde auch das feste Fahrwerk durch ein nach hinten in Tragflächenverkleidungen einfahrendes ersetzt. Die SEV-1XP erreichte Wright Field am 15. August 1935, wo sich die Flugleistungen wegen mangelnder Motorleistung jedoch als enttäuschend herausstellten. Die weitere Erprobung fand im April 1936 statt, nachdem Seversky das Wright-Triebwerk durch einen 850-PS-Pratt & Whitney R-1830-9 Twin Wasp ersetzt hatte. Gleichzeitig erhielt das Leitwerk einige Verbesserungen und es wurden MGs mit größerem Kaliber als Vorwärtsbewaffnung eingesetzt. Das USAAC erklärte die SEV-1XP schließlich als Gewinner des Vergleichsfliegens und Seversky erhielt am 16. Juni 1936 einen Auftrag über 77 Exemplare als P-35, wobei noch einige weitere Verbesserungen in den endgültigen Prototyp AP-1 (Army Pursuit Nr. 1) einflossen.
Geplant waren auch eine fünfsitzige (SEV-5 „Executive“) und eine 10-sitzige Variante mit zwei Piloten und acht Passagieren (SEV-7 „Transport“), die jedoch nicht gebaut wurden.

## Konstruktion
Die SEV-3 war ein Ganzmetall-Tiefdecker mit freitragenden Tragflächen und einem Rumpf in Halbschalenbauweise. Der Sternmotor war mit einer NACA-Haube verkleidet. Die Tragflächenbeplankung war im oberen Bereich innen mit Wellblech und im unteren Bereich mit Trägern mit geschlossenem Querschnitt verstärkt. Die zwei Passagiere saßen etwa in Rumpfmitte in einem eigenen Abteil. Unter der Tragflächenhinterkante befand sich eine über die gesamte Spannweite laufende Luftbremse, die für eine Reduktion der Landegeschwindigkeit um etwa 24 km/h sorgten.
Hinter dem Piloten war Raum für zwei Passagiere. Die Maschine wurde mehrmals umgebaut. Anfangs war der Passagierraum mit einer Schiebehaube abgedeckt.

## Technische Daten
| Kenngröße             | Daten der BT-8                                             |
| --------------------- | ---------------------------------------------------------- |
| Besatzung             | 2                                                          |
| Länge                 | 7,42 m                                                     |
| Spannweite            | 10,98 m                                                    |
| Höhe                  | ? m                                                        |
| Flügelfläche          | 20,4 m²                                                    |
| Flügelstreckung       | 5,9                                                        |
| Leermasse             | 1317 kg                                                    |
| Startmasse            | 1841 kg                                                    |
| Höchstgeschwindigkeit | 282 km/h                                                   |
| Triebwerke            | 1 Pratt & Whitney R-985-11 Wasp Junior mit 450 PS (336 kW) |